# Hoa hậu Hoàn vũ 1972
Hoa hậu Hoàn vũ 1972 là cuộc thi Hoa hậu Hoàn vũ lần thứ 21 được tổ chức tại Dorado, Puerto Rico. Người chiến thắng của cuộc thi là Kerry Anne Wells, đến từ nước Úc. Georgina Rizk, Hoa hậu Hoàn vũ 1971 đến từ Liban, không được trao vương miện cho người kế vị do các hạn chế của chính phủ vì lo ngại cuộc tấn công khủng bố. Liban không tham gia vào năm 1972 và Georgina không thể có mặt tại đó để trao vương miện Hoa hậu Hoàn vũ 1972. Wells được trao vương miện bởi Hoa hậu Hoàn vũ 1970, Marisol Malaret của Puerto Rico và Á hậu 1 Hoa hậu Hoàn vũ 1971 Toni Rayward của Úc.

## Kết quả

### Thứ hạng
| Kết quả              | Thí sinh |
| -------------------- | --- |
| Hoa hậu Hoàn vũ 1972 | - Úc – Kerry Anne Wells |
| Á hậu 1              | - Brazil – Rejane Costa † |
| Á hậu 2              | - Venezuela – María Antonieta Cámpoli |
| Á hậu 3              | - Israel – Ilana Goren |
| Á hậu 4              | - Anh – Jennifer McAdam |
| Top 12               | - Bỉ – Anne-Marie Roger - Đức – Heidemarie Weber - Ấn Độ – Roopa Satyan † - Nhật Bản - Harumi Maeda - Peru – Carmen Amelia Ampuero - Philippines – Armi Barbara Crespo - Hoa Kỳ – Tanya Wilson |

### Thứ tự gọi tên
| 1. Anh 2. Brazil 3. Nhật Bản 4. Venezuela 5. Úc 6. Peru 7. Bỉ 8. Hoa Kỳ 9. Israel 10. Đức 11. Philippines 12. Ấn Độ | 1. Úc 2. Anh 3. Venezuela 4. Israel 5. Brazil |

## Các giải thưởng đặc biệt
| Giải thưởng                 | Thí sinh                |
| --------------------------- | ----------------------- |
| Hoa hậu Thân thiện          | - Zaire – Ombayi Mukuta |
| Hoa hậu Ảnh                 | - Bỉ – Anne-Marie Roger |
| Trang phục dân tộc đẹp nhất | - Peru – Carmen Ampuero |

## Hội đồng giám khảo
| - Edilson Cid Varela - Mapita Cortez - Kiyoshi Hara - Sylvia Hitchcock - Hoa hậu Hoàn vũ 1967 đến từ Mỹ - Kurt Jurgen - Jean-Louis Lindican | - Lynn Redgrave - Line Renaud - Arnold Scaasi - Fred Williamson - Earl Wilson |

## Thí sinh tham gia
| - Argentina - Norma Elena Dudik - Aruba - Ivonne Dirksz - Úc - Kerry Anne Wells - Áo - Uschi Pacher - Bahamas - Deborah Jane Taylor - Bỉ - Anne-Marie Roger - Bermuda - Helen Brown - Bolivia - María Alicia Vargas Vásquez - Brazil - Rejane Vieira Costa † - Canada - Bonny Brady - Chile - Consuelo Fernández de Olivares † - Colombia - María Luisa Lignarolo Martínez-Aparicio - Costa Rica - Vicki Ross González - Curaçao - Ingrid Prade - Đan Mạch - Marianne Schmidt - Cộng hòa Dominica - Ivonne Butler - Ecuador - Susana Castro Jaramillo - El Salvador - Ruth Eugenia Romero Ramírez - Anh - Jennifer Mary McAdam - Phần Lan - Maj-Len Eriksson † - Pháp - Claudine Cassereau † - Đức - Heidemarie Renate Weber - Hy Lạp - Nansy Kapetanaki - Guam - Patricia Alvarez - Hà Lan - Jenny Ten Wolde - Honduras - Doris Alicia Roca Pagan - Hồng Kông - Rita Leung Suet-Ling - Iceland - María Kristín Jóhannesdóttir - Ấn Độ - Roopa Satyan † - Iraq - Wijdan Burhan El-Deen Sulyman - Ireland - Maree McGlinchey | - Israel - Ilana Goren - Ý - Isabela Specia - Jamaica - Grace Marilyn Wright - Nhật Bản - Harumi Maeda - Hàn Quốc - Park Yeon-joo - Luxembourg - Anita Heck - Malaysia - Helen Looi - Malta - Doris Abdilla - Mexico - María del Carmen Orozco Quibriera - New Zealand - Kristine Dayle Allen - Na Uy - Liv Hanche Olsen - Paraguay - María Stela Volpe Martínez - Peru - Carmen Amelia Ampuero Mosquetti - Philippines - Armi Barbara Quiray Crespo - Bồ Đào Nha - Iris Maria Rosario Dos Santos - Puerto Rico - Bárbara Torres - Scotland - Elizabeth Joan Stevely - Singapore - Jacqueline Hong - Tây Ban Nha - María del Carmen Muñoz Castañón - Suriname - Carmen Cerna Muntslag - Thụy Điển - Britt Marie Johansson - Thụy Sĩ - Anneliese Weber - Thái Lan - Nipapat Sudsiri - Thổ Nhĩ Kỳ - Neslihan Sunay - Uruguay - Christina Moller - Hoa Kỳ - Tanya Wilson - Venezuela - María Antonieta Cámpoli - Quần đảo Virgin (Mỹ) - Carol Krieger - Wales - Eileen Darroch - Zaire - Ombayi Mukuta |

## Chú ý

### Lần đầu tham gia
- Iraq

### Trở lại
- Lần cuối tham gia vào năm 1955:
  -  El Salvador
- Lần cuối tham gia vào năm 1970:
  -  Chile
  -  Đan Mạch
  -  Hồng Kông
  -  Paraguay

### Bỏ cuộc
- Liban - Christiane Accaoui
- Nicaragua
- Panama
- Trinidad và Tobago
- Tunisia

### Đổi tên
- Congo-Kinshasa bắt đầu tham gia với tên gọi Zaire.